# Condado de Trans-Nzoia
El condado de Trans-Nzoia es un condado de Kenia.
Se sitúa al oeste del país, en la frontera con Uganda y junto al río Nzoia que le da nombre. La capital del condado es Kitale. La población total del condado es de 818 757 habitantes según el censo de 2009.

## Localización
El condado tiene los siguientes límites:
| Noroeste: Bukwo, Uganda      | Norte: Condado de West Pokot | Noreste: Condado de Elgeyo-Marakwet |
| Oeste: Condado de Bungoma    |                              | Este: Condado de Elgeyo-Marakwet    |
| Suroeste: Condado de Bungoma | Sur: Condado de Kakamega     | Sureste: Condado de Uasin Gishu     |

## Demografía
El municipio de Kitale, capital del condado, es la única localidad importante de Trans-Nzoia, con 106 187 habitantes en el censo de 2009.

## Transportes
El condado está atravesado de norte a sur por la carretera A1, que recorre el oeste del país desde Sudán del Sur hasta Tanzania. En Trans-Nzoia, esta carretera pasa por Kitale y Kiminini. Al sur de Kitale sale de la carretera A1 la carretera B2, que lleva a Eldoret.